# Bletia neglecta
Bletia neglecta är en orkidéart som beskrevs av Victoria Sosa. Bletia neglecta ingår i släktet Bletia och familjen orkidéer. Inga underarter finns listade i Catalogue of Life.